# 浦安駅 (千葉県)

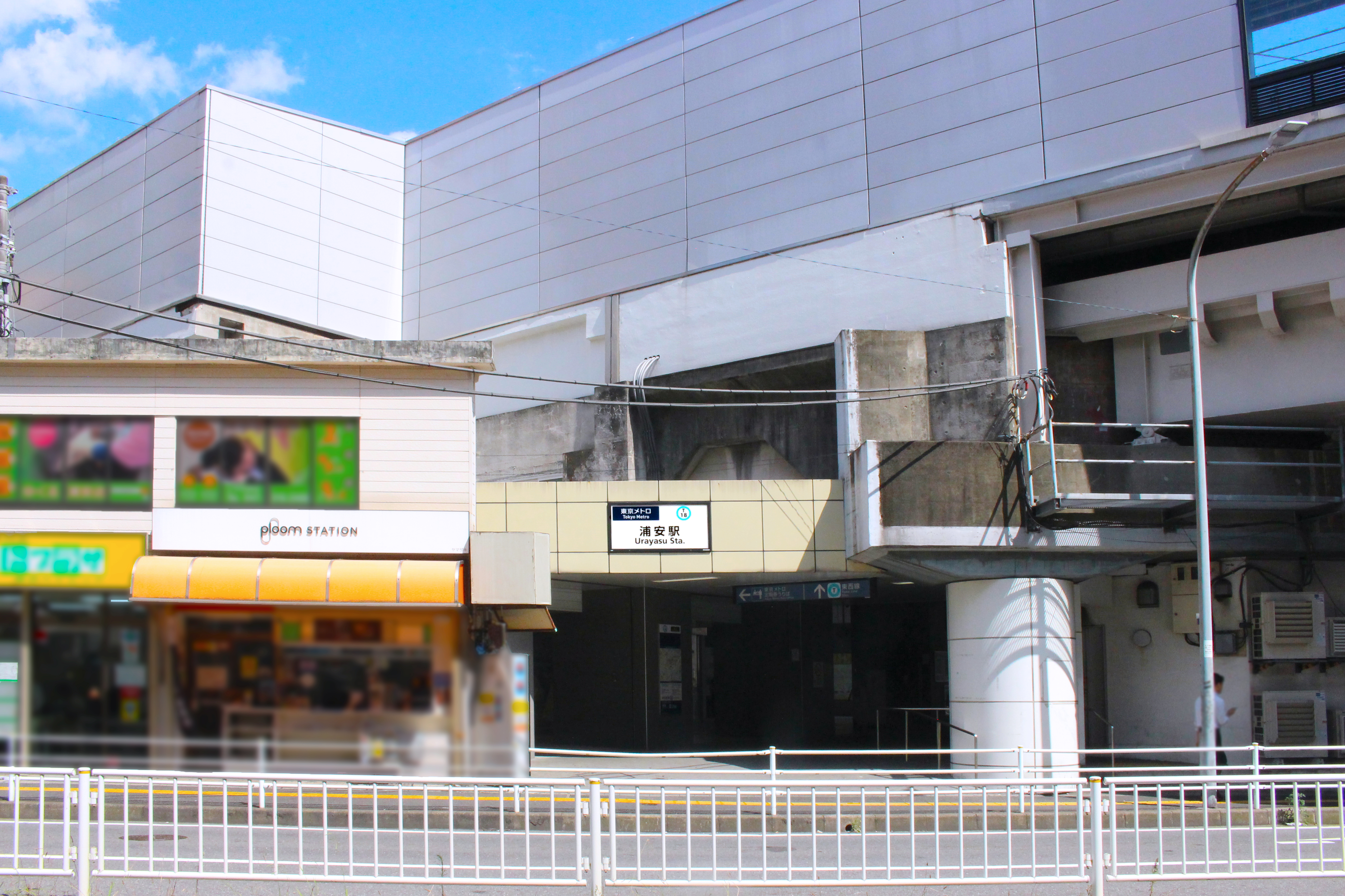
北口（2024年8月）

浦安駅（うらやすえき）は、千葉県浦安市北栄一丁目にある、東京地下鉄（東京メトロ）東西線の駅である。駅番号はT 18。

## 歴史
- 1969年（昭和44年）3月29日：開業[2]。それまで陸の孤島と呼ばれた東葛飾郡浦安町は、以後急速にベッドタウン化をたどる。開業当時、快速は当駅を通過していた[2]。また、地下鉄駅としては珍しく当時は郡部に存在した（1981年3月31日まで。同様の例としては愛知県日進市（旧愛知郡日進町）にある名古屋市営地下鉄鶴舞線の赤池駅がある）。
- 1975年（昭和50年）6月9日：平日日中と休日に快速が当駅に停車するようになる[4]。
- 1983年（昭和58年）4月15日：浦安市舞浜に東京ディズニーランドが開園[5]。当時は当駅直近にあった浦安バスターミナルから運行される路線バスによる連絡輸送であった[5]。
- 1985年（昭和60年）1月16日：乗降客が大幅に増加したことから、大規模改良工事に着手[6][7]。
- 1986年（昭和61年）11月1日：平日朝ラッシュ時の日本橋・大手町・中野方面行の快速が当駅から先で各駅停車となる[8]。
- 1987年（昭和62年）7月：大規模改良工事が完成[6]。ホーム及びコンコースの拡幅、連絡階段の増設を実施[6]。費用は12億600万円を要した[6]。
- 1988年（昭和63年）12月1日：東日本旅客鉄道（JR東日本）京葉線の舞浜駅が開業。東京ディズニーランド下車駅としての機能は舞浜へ移ることとなった。
- 1996年（平成8年）3月16日：快速全列車が当駅に停車するようになり、東陽町駅 - 西船橋駅間無停車の快速は消滅[9]。同時に日本橋・大手町方面行の当駅から先が各駅停車の快速を「通勤快速」として運行開始[9]。
- 2004年（平成16年）4月1日：帝都高速度交通営団（営団地下鉄）民営化に伴い、当駅は東京地下鉄（東京メトロ）に継承される[10]。
- 2007年（平成19年）3月18日：ICカード「PASMO」の利用が可能となる[11]。
- 2011年（平成23年）1月：開業後40年余を経て老朽化した駅舎の大規模改良工事に着手[12]。
- 2013年（平成25年）
  - 2月：大規模改良工事完成[12]。
  - 3月26日：「東西線ソーラー発電所」計画の一環で東西線の駅に太陽光発電システムが導入される[13]。
- 2015年（平成27年）6月13日：発車メロディを導入[14]。
- 2019年（平成31年）3月16日：当駅を始発とする列車が平日朝に新設される[15][16]。

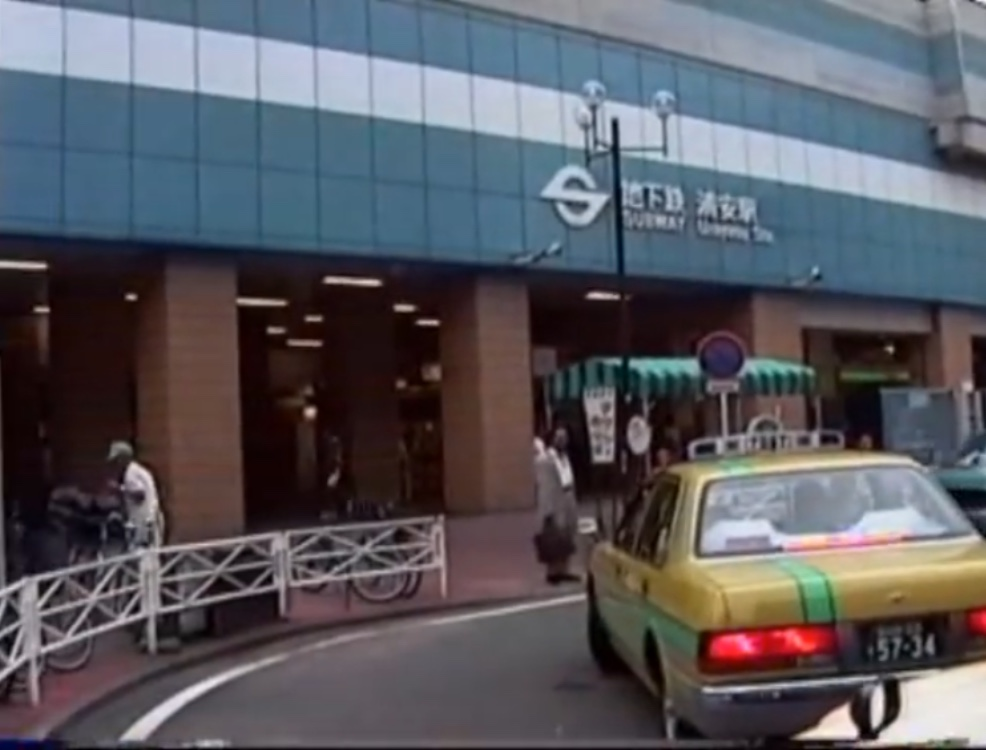
営団時代の南口（1998年9月）
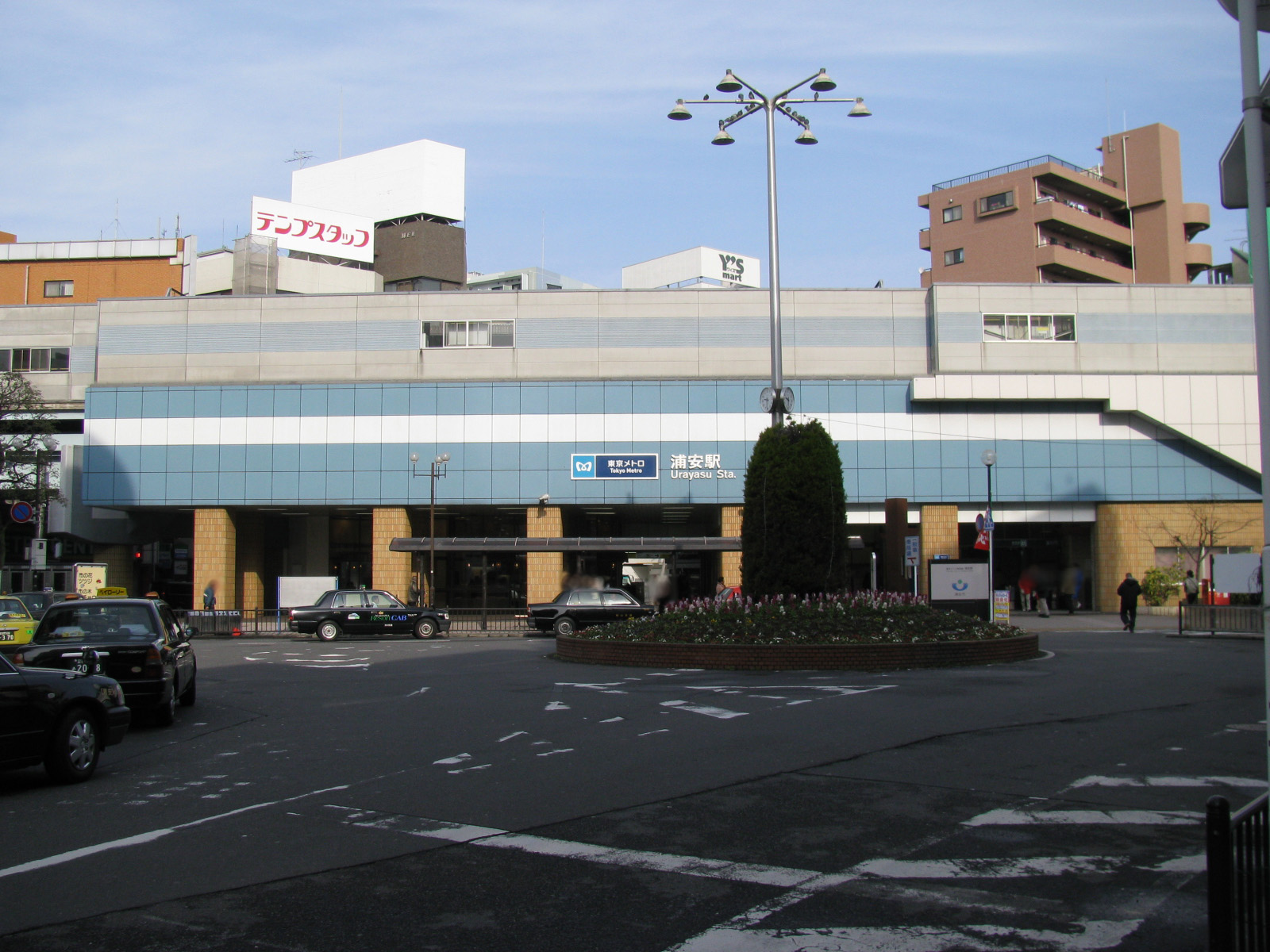
大規模改良工事前の南口（2008年2月）
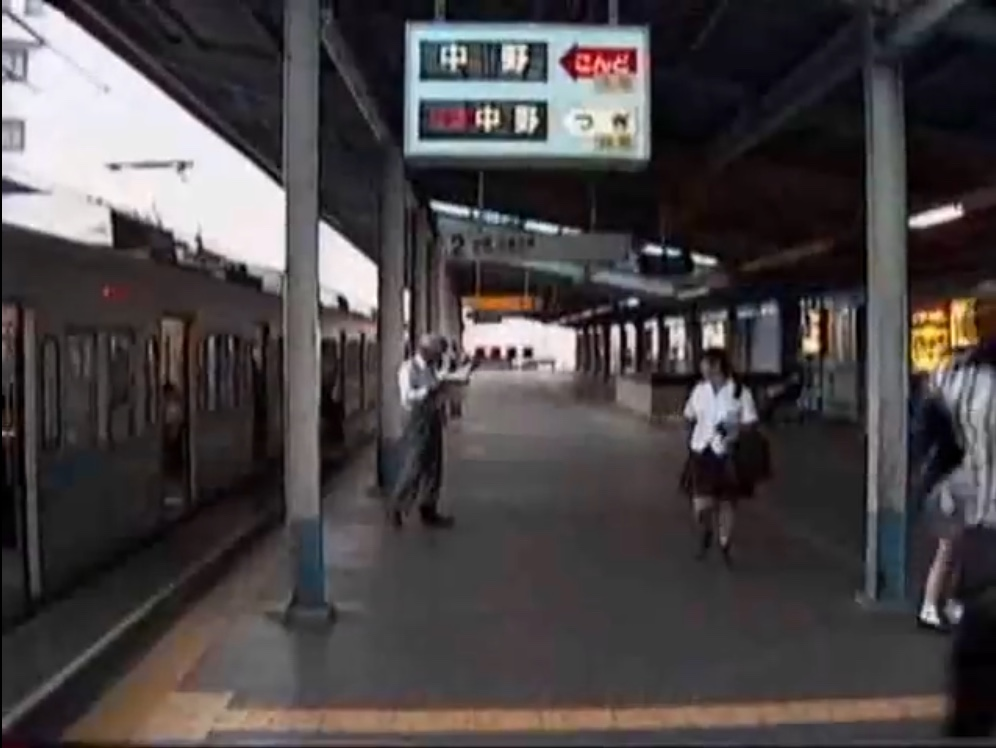
大規模改良工事前の2番線ホーム（1993年6月）

## 駅構造
相対式ホーム2面2線を有する高架駅。1980年代中頃まで、ホーム上の屋根はホーム中程にしか設置されておらず、1・2番線ともに中野寄り・西船橋寄りには屋根がなかった。
快速停車駅であり、平日朝ラッシュ時の日本橋・大手町・中野方面行のみ運行される通勤快速は当駅より各駅に停車する。開業から1975年まで、快速は当駅を含めた東陽町 - 西船橋間の途中駅をすべて通過していた。
駅務管区所在駅であり、浦安駅務管区として浦安地域、東陽町地域、行徳地域を管理する。

### のりば
| 番線 | 路線   | 行先                           |
| ---- | ------ | ------------------------------ |
| 1    | 東西線 | 西船橋・津田沼・東葉勝田台方面 |
| 2    | 東西線 | 中野・三鷹方面                 |

（出典：東京メトロ:構内図）
- 平日朝6時台に当駅始発の各駅停車中野行きが1本設定されている。当駅には折り返し設備がないため、始発列車は深川検車区行徳分室より回送される[16]。

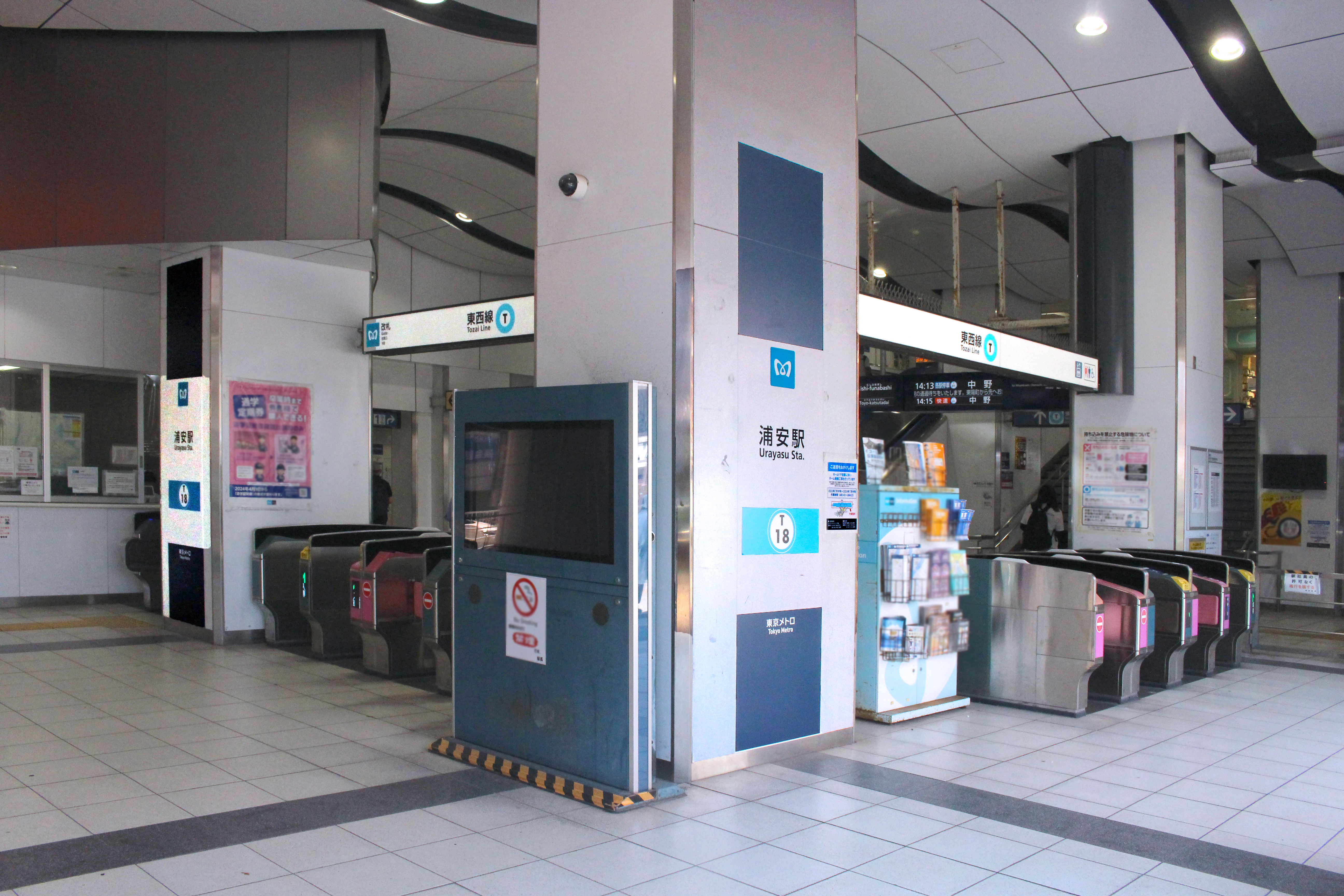
改札口（2024年8月）
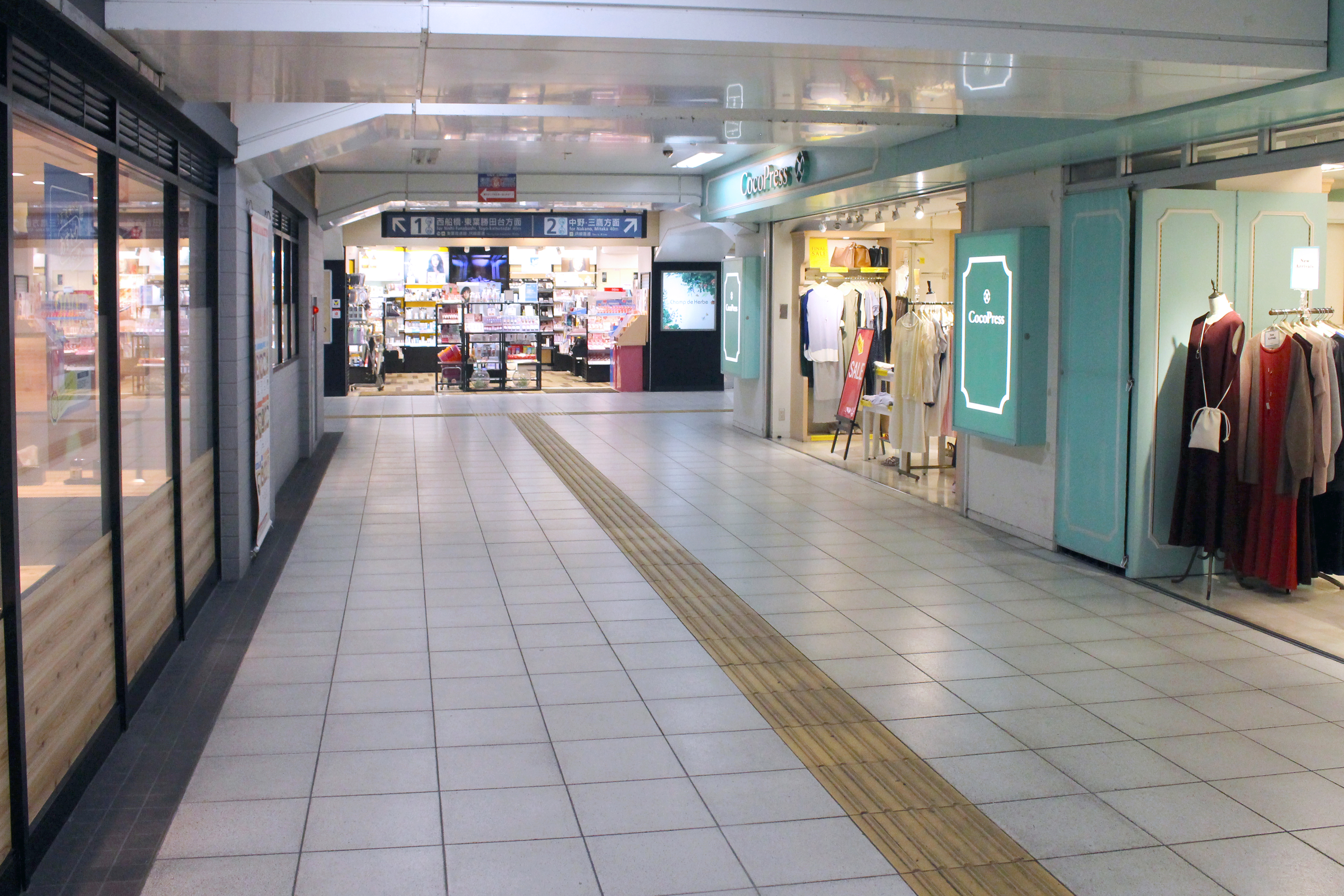
改札内コンコース（2024年8月）
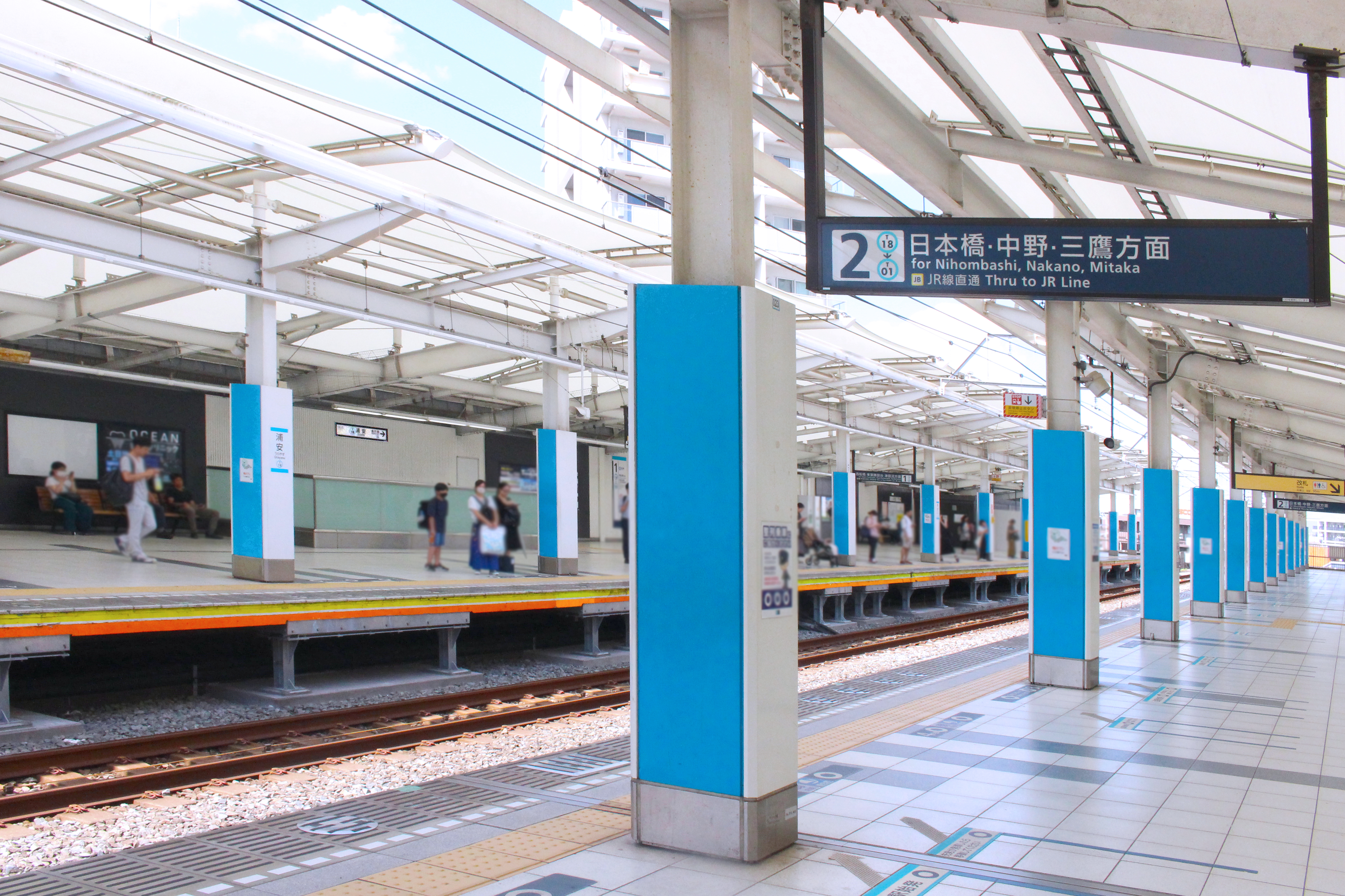
ホーム（ホームドア設置前、2024年8月）
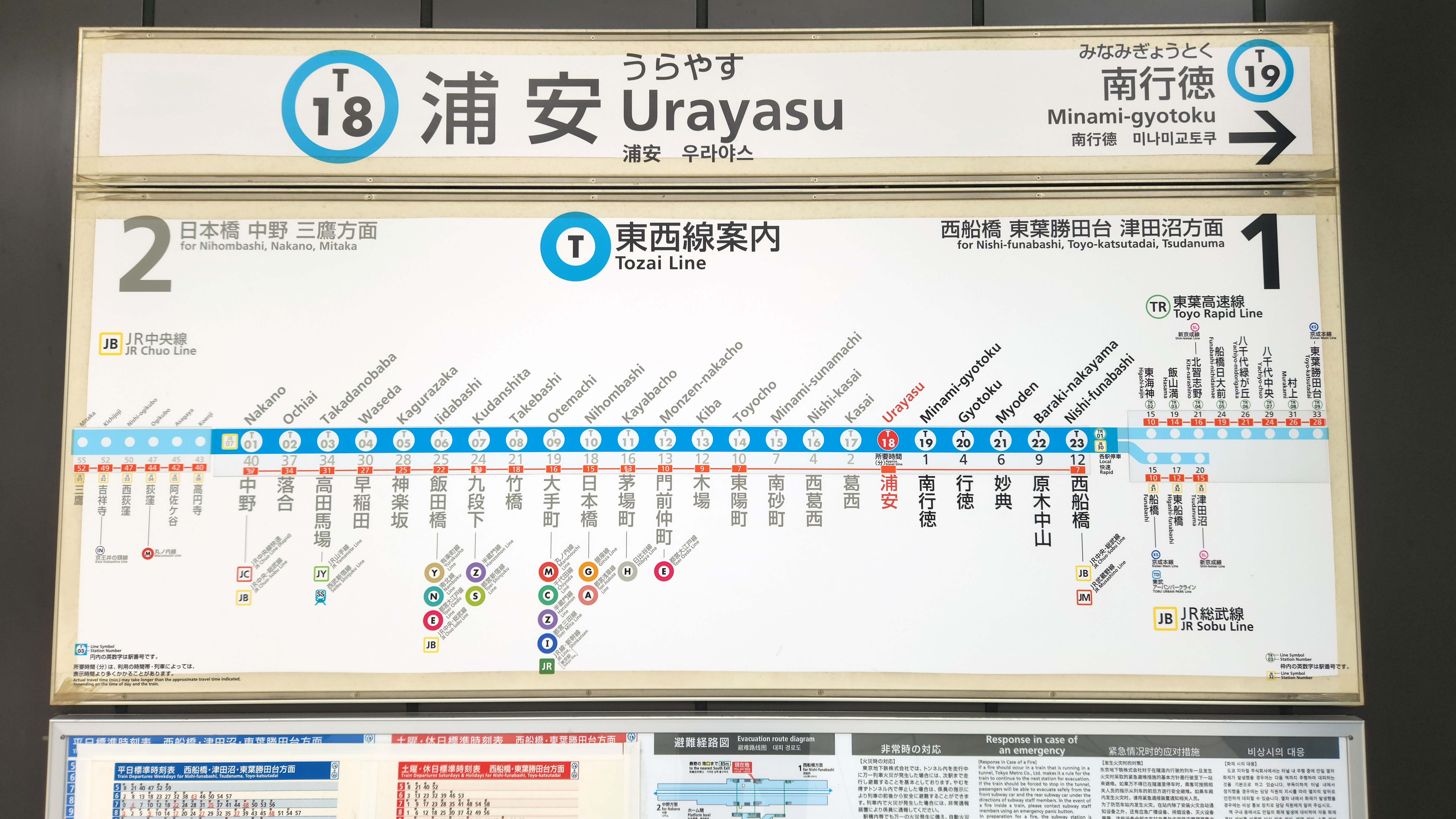
駅名標（2022年7月）

### 発車メロディ
2015年6月13日から向谷実作曲の発車メロディ（発車サイン音）を使用している。
曲は1番線が「A Day in the METRO」、2番線が「Beyond the Metropolis」である（詳細は東京メトロ東西線#発車メロディを参照）。

### 駅高架下商業施設（メトロセンター浦安）
高架下は東京メトロの関連会社・メトロ開発が運営する商業施設「メトロセンター浦安」となっており、フロアは浦安第一、浦安第二、浦安駅付近高架下で構成されている。
出店店舗の一覧・詳細情報はメトログルメ・ショッピングセンター公式サイトを参照。

## 利用状況
2024年度の1日平均乗降人員は78,626人であり、東京メトロ全130駅中48位。東西線の駅としては23駅中第13位。東西線の千葉県の駅としては西船橋駅に次ぎ多いが、快速通過駅の葛西駅・西葛西駅より少ない。なお、前述の通り1983年から1988年までは当駅が東京ディズニーランドへの最寄り駅となっていたため、乗降人員が10万人を超える年度もあった。
近年の1日平均乗降人員・乗車人員の推移は以下の通りである。
| 年度               | 1日平均 乗降人員 | 1日平均 乗車人員 | 出典              |
| ------------------ | ---------------- | ---------------- | ----------------- |
| 1969年（昭和44年） | 16,378           |                  |                   |
| 1974年（昭和49年） | 36,535           |                  |                   |
| 1975年（昭和50年） |                  | 20,394           | [ 千葉県統計 1 ]  |
| 1976年（昭和51年） |                  | 22,477           | [ 千葉県統計 2 ]  |
| 1977年（昭和52年） |                  | 25,086           | [ 千葉県統計 3 ]  |
| 1978年（昭和53年） | 55,145           | 27,521           | [ 千葉県統計 4 ]  |
| 1979年（昭和54年） | 62,081           | 31,106           | [ 千葉県統計 5 ]  |
| 1980年（昭和55年） |                  | 34,963           | [ 千葉県統計 6 ]  |
| 1981年（昭和56年） | 63,207           | 34,285           | [ 千葉県統計 7 ]  |
| 1982年（昭和57年） | 70,659           | 37,172           | [ 千葉県統計 8 ]  |
| 1983年（昭和58年） |                  | 48,684           | [ 千葉県統計 9 ]  |
| 1984年（昭和59年） |                  | 49,738           | [ 千葉県統計 10 ] |
| 1985年（昭和60年） |                  | 53,003           | [ 千葉県統計 11 ] |
| 1986年（昭和61年） |                  | 55,289           | [ 千葉県統計 12 ] |
| 1987年（昭和62年） |                  | 59,621           | [ 千葉県統計 13 ] |
| 1988年（昭和63年） |                  | 60,786           | [ 千葉県統計 14 ] |
| 1989年（平成元年） | 91,591           | 45,087           | [ 千葉県統計 15 ] |
| 1990年（平成02年） |                  | 39,244           | [ 千葉県統計 16 ] |
| 1991年（平成03年） |                  | 38,523           | [ 千葉県統計 17 ] |
| 1992年（平成04年） |                  | 38,430           | [ 千葉県統計 18 ] |
| 1993年（平成05年） |                  | 37,864           | [ 千葉県統計 19 ] |
| 1994年（平成06年） |                  | 36,902           | [ 千葉県統計 20 ] |
| 1995年（平成07年） |                  | 35,896           | [ 千葉県統計 21 ] |
| 1996年（平成08年） |                  | 35,379           | [ 千葉県統計 22 ] |
| 1997年（平成09年） | 68,741           | 35,182           | [ 千葉県統計 23 ] |
| 1998年（平成10年） |                  | 35,604           | [ 千葉県統計 24 ] |
| 1999年（平成11年） |                  | 35,151           | [ 千葉県統計 25 ] |
| 2000年（平成12年） |                  | 35,057           | [ 千葉県統計 26 ] |
| 2001年（平成13年） |                  | 35,017           | [ 千葉県統計 27 ] |
| 2002年（平成14年） | 69,097           | 34,947           | [ 千葉県統計 28 ] |
| 2003年（平成15年） | 68,945           | 34,802           | [ 千葉県統計 29 ] |
| 2004年（平成16年） | 70,276           | 34,805           | [ 千葉県統計 30 ] |
| 2005年（平成17年） | 71,019           | 35,261           | [ 千葉県統計 31 ] |
| 2006年（平成18年） | 72,791           | 36,190           | [ 千葉県統計 32 ] |
| 2007年（平成19年） | 75,414           | 37,276           | [ 千葉県統計 33 ] |
| 2008年（平成20年） | 75,952           | 37,820           | [ 千葉県統計 34 ] |
| 2009年（平成21年） | 74,568           | 37,287           | [ 千葉県統計 35 ] |
| 2010年（平成22年） | 74,749           | 37,268           | [ 千葉県統計 36 ] |
| 2011年（平成23年） | 73,021           | 36,508           | [ 千葉県統計 37 ] |
| 2012年（平成24年） | 73,654           | 36,842           | [ 千葉県統計 38 ] |
| 2013年（平成25年） | 75,467           | 37,736           | [ 千葉県統計 39 ] |
| 2014年（平成26年） | 76,016           | 37,897           | [ 千葉県統計 40 ] |
| 2015年（平成27年） | 78,150           | 38,936           | [ 千葉県統計 41 ] |
| 2016年（平成28年） | 80,523           | 40,099           | [ 千葉県統計 42 ] |
| 2017年（平成29年） | 82,018           | 40,820           | [ 千葉県統計 43 ] |
| 2018年（平成30年） | 83,421           | 41,523           | [ 千葉県統計 44 ] |
| 2019年（令和元年） | 82,712           | 41,165           | [ 千葉県統計 45 ] |
| 2020年（令和02年） | 62,890           | 31,429           | [ 千葉県統計 46 ] |
| 2021年（令和03年） | 65,344           | 32,652           | [ 千葉県統計 47 ] |
| 2022年（令和04年） | 71,398           | 35,629           | [ 千葉県統計 48 ] |
| 2023年（令和05年） | 76,578           |                  |                   |
| 2024年（令和06年） | 78,626           |                  |                   |

## 駅周辺

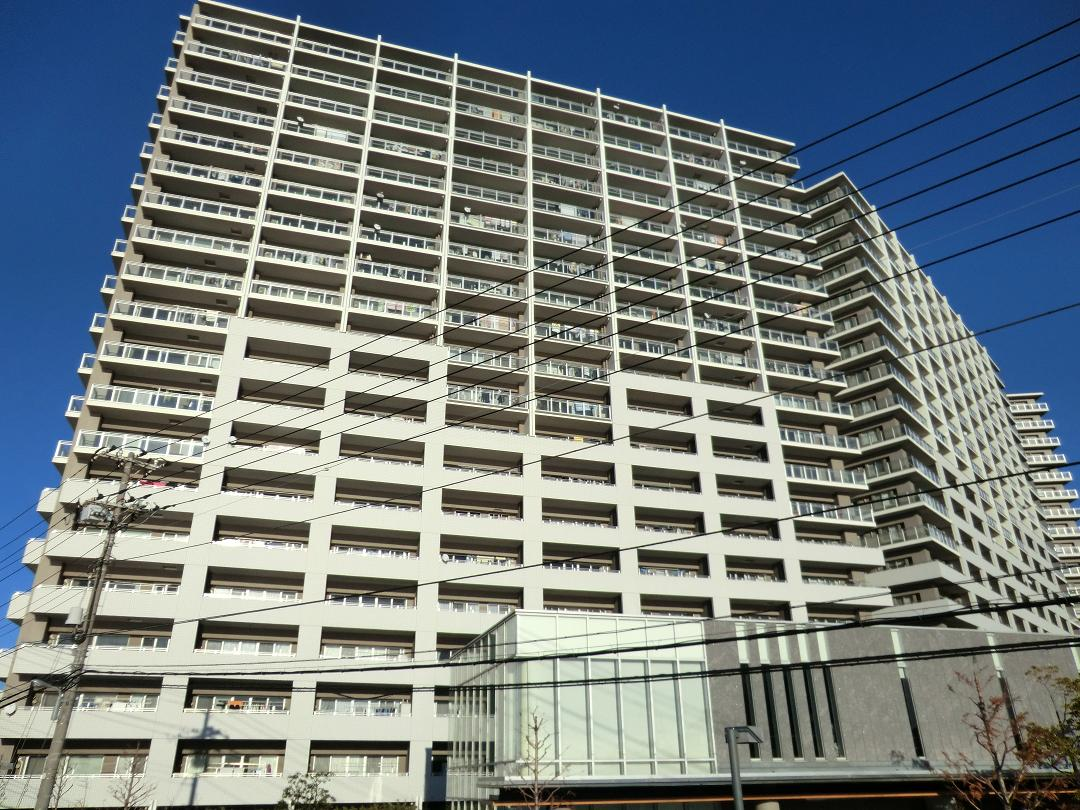
クレストシティタワーズ浦安リバータワー

開業時は浦安の旧市街地（元町）の外れにあったが、その後市街地化が進み、浦安市の中心市街地となっている。駅周辺部では再開発構想がある。
駅南側に首都高速湾岸線（浦安出入口）が走る。浦安駅前交差点には千葉県道6号市川浦安線、千葉県道10号東京浦安線、千葉県道242号浦安停車場線が交差する。浦安橋（旧江戸川）より川を越えると東京都江戸川区、駅北東側には市川市との市境がある。浦安市役所は南口から約1.7キロメートルの場所に位置する。

### 南口・西口
- 浦安市中央公民館
  - 浦安市立図書館 猫実分館
- 浦安市文化会館
- 浦安市郷土博物館
- 浦安警察署 浦安駅前交番
- 浦安市消防本部
  - 消防本部
  - 堀江出張所
- 浦安市消防団
  - 第1分団
  - 第2分団
- 千葉県立浦安高等学校
- 松陰高等学校 千葉浦安学習センター
- 浦安市立浦安中学校
- 浦安市立堀江中学校
- 浦安市立浦安小学校
- 浦安市立北部小学校
- 浦安市立南小学校
- 浦安市立東野小学校
- 浦安病院

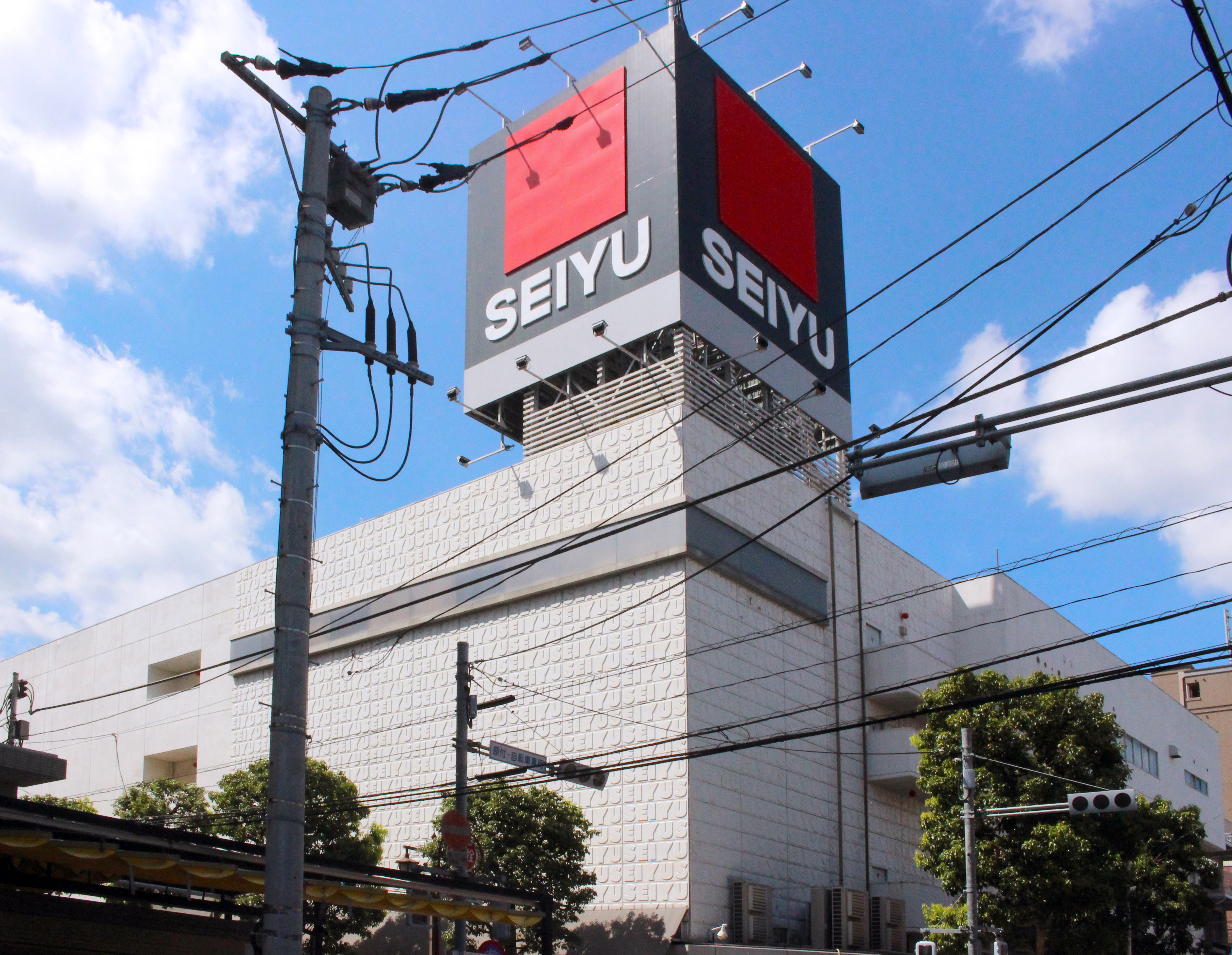
浦安郵便局
  - ゆうちょ銀行 浦安店
- 浦安猫実二郵便局
- 浦安堀江郵便局
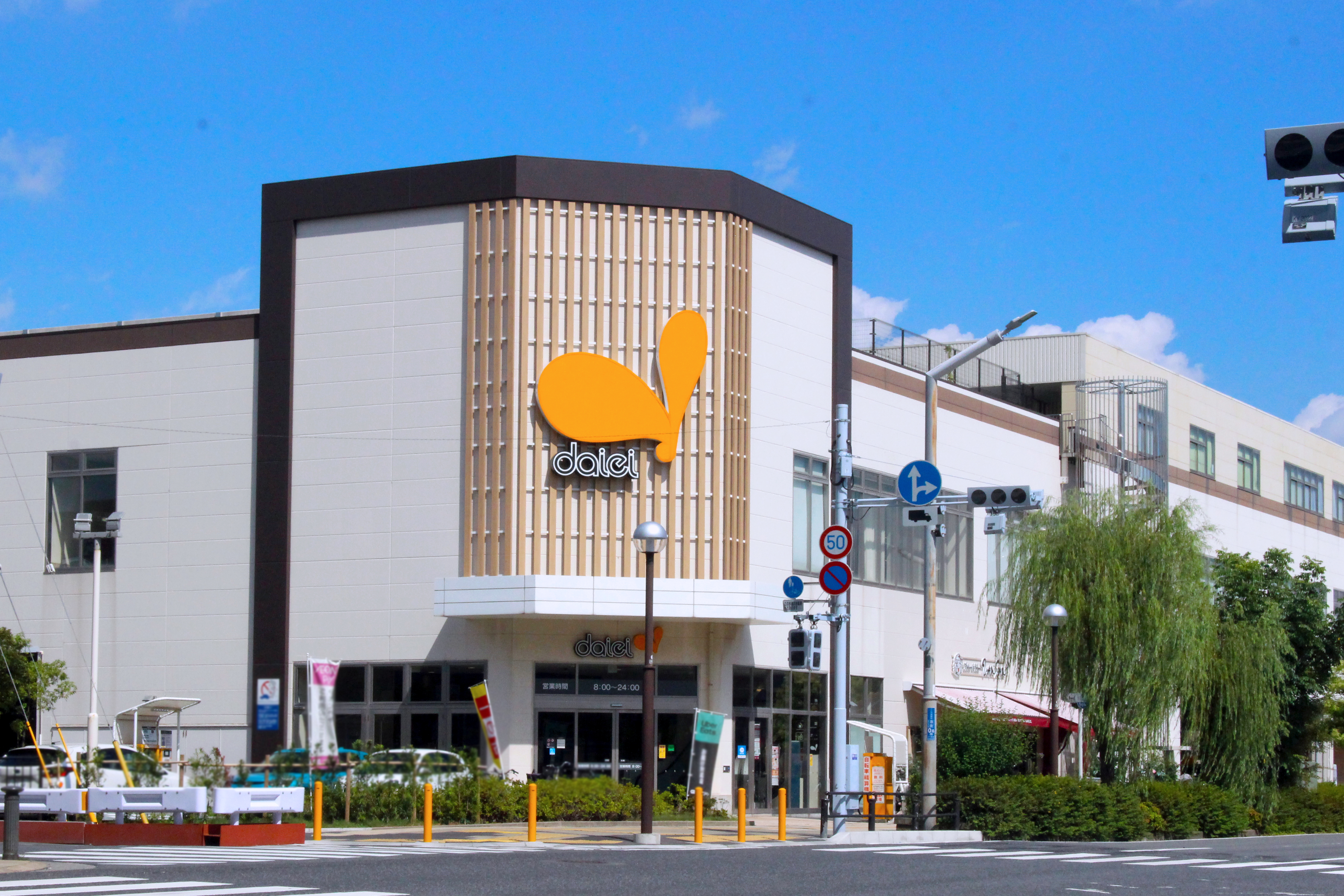
三菱UFJ銀行 浦安駅前支店・浦安支店・行徳支店
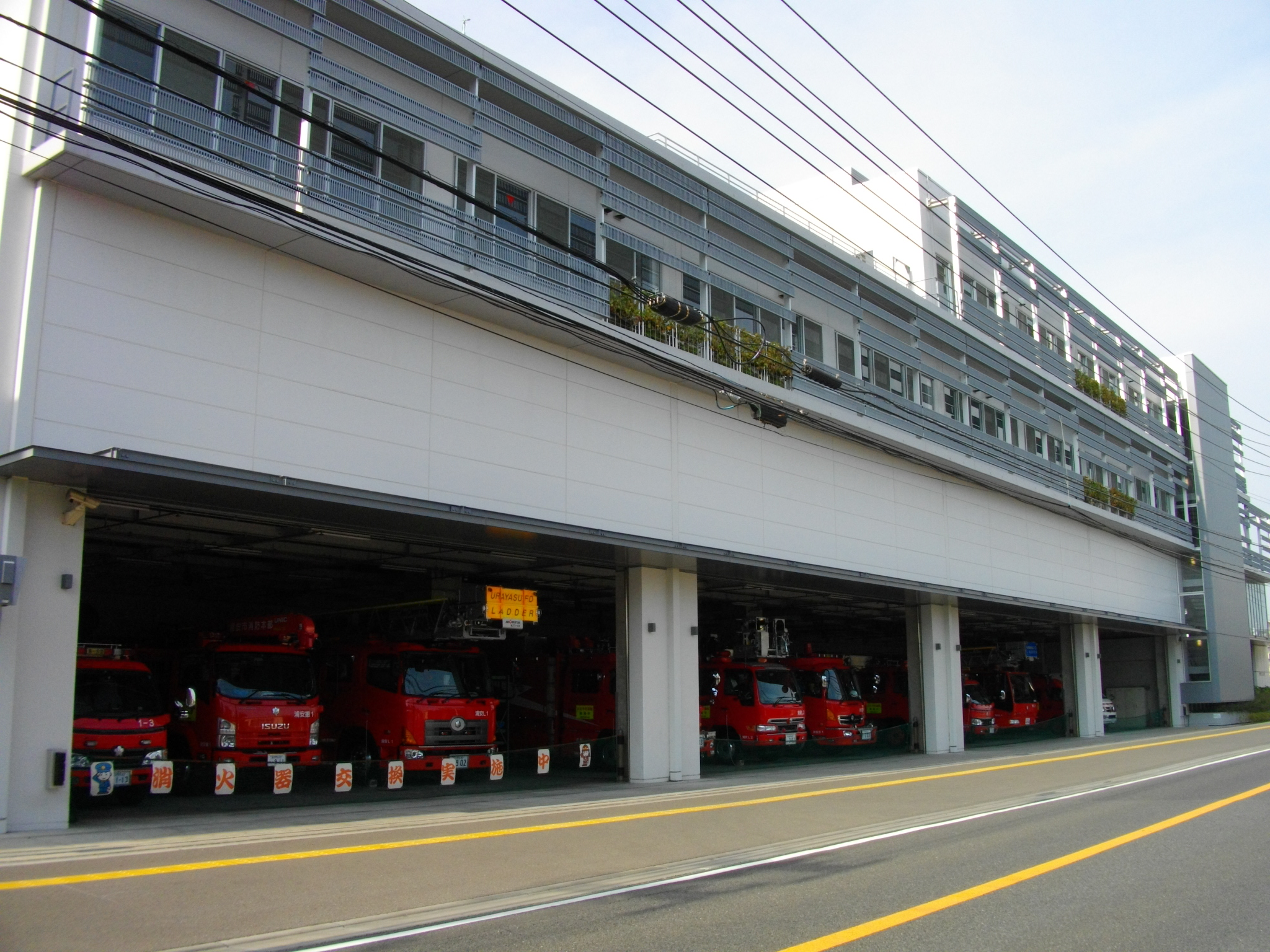
浦安市消防本部

- りそな銀行 浦安支店
- 千葉銀行 浦安支店
- 千葉興業銀行 浦安支店
- 東京ベイ信用金庫 浦安支店
- 東京シティ信用金庫 浦安支店
- 東栄信用金庫 浦安支店
- JAいちかわ 浦安支店
- ダイエー 浦安駅前店
- マルエツ 浦安店
- 西友Part1
  - 西友 浦安店
  - ニトリデコホーム 西友浦安店
  - ノジマ 西友浦安店
- 西友Part2
  - 浦安市役所 浦安駅前行政サービスセンター
  - 文教堂書店 浦安西友店
  - ゴールドジム 浦安千葉店
- アタック 浦安堀江店
- オーケー 浦安店
- 業務スーパー 新浦安店
- マツモトキヨシ 浦安南口駅前店
- くすりの福太郎
- 洋服の青山 浦安店
- AOKI 浦安店
- ジョーシンアウトレット 浦安店
- 浦安ビューフォートホテル
- ベイホテル 浦安駅前
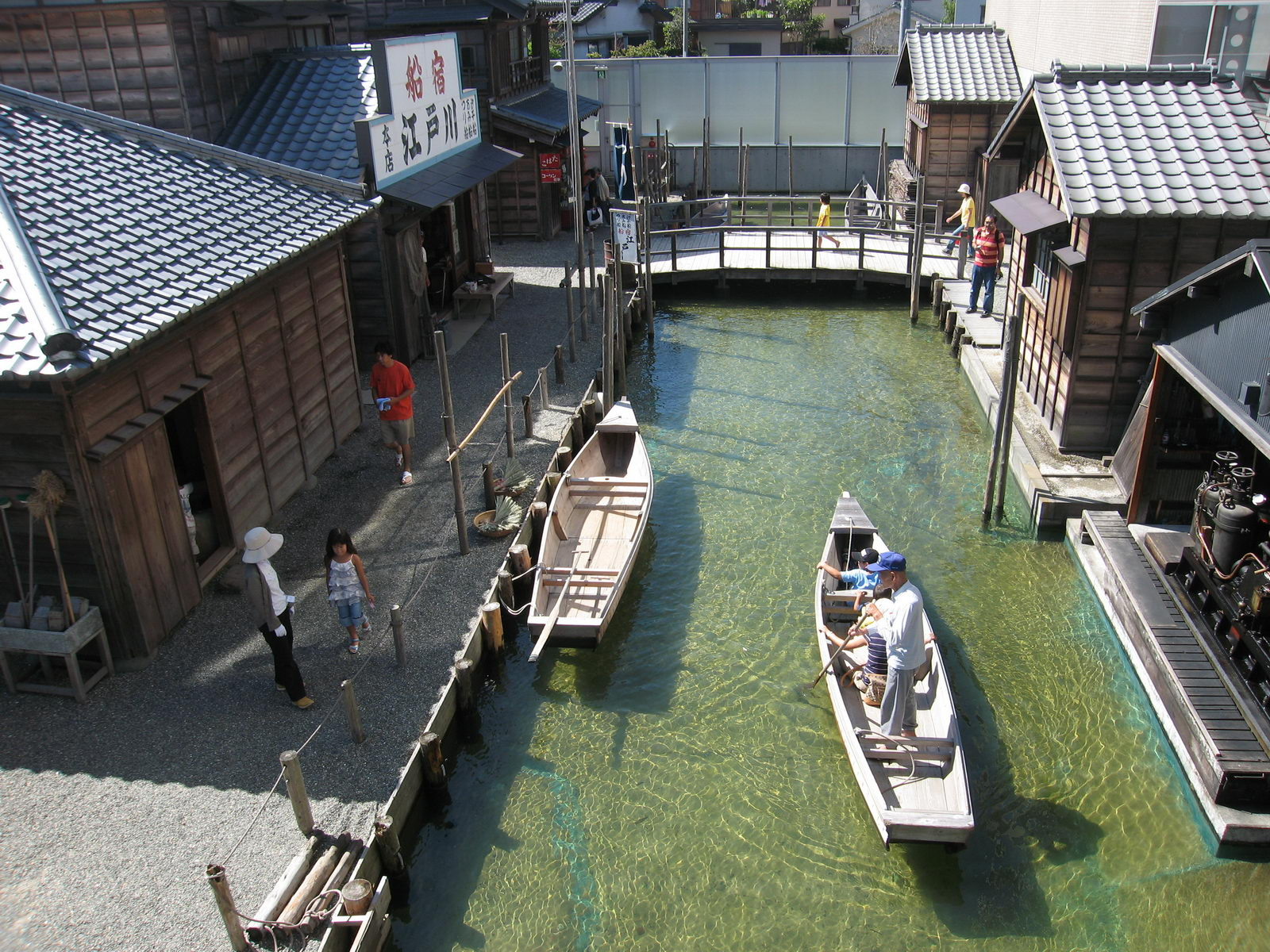
浦安市中央武道館
- 豊受神社
- 清瀧神社
- 旧濱野医院
- 旧大塚家住宅
- 旧宇田川家住宅

- 西友 浦安店
- ダイエー 浦安駅前店
- 浦安市消防本部
- 浦安市郷土博物館

### 北口・東口
- 浦安市当代島公民館
  - 浦安市立図書館 当代島分館
- 浦安市消防団 第3分団
- 市川市立新井小学校

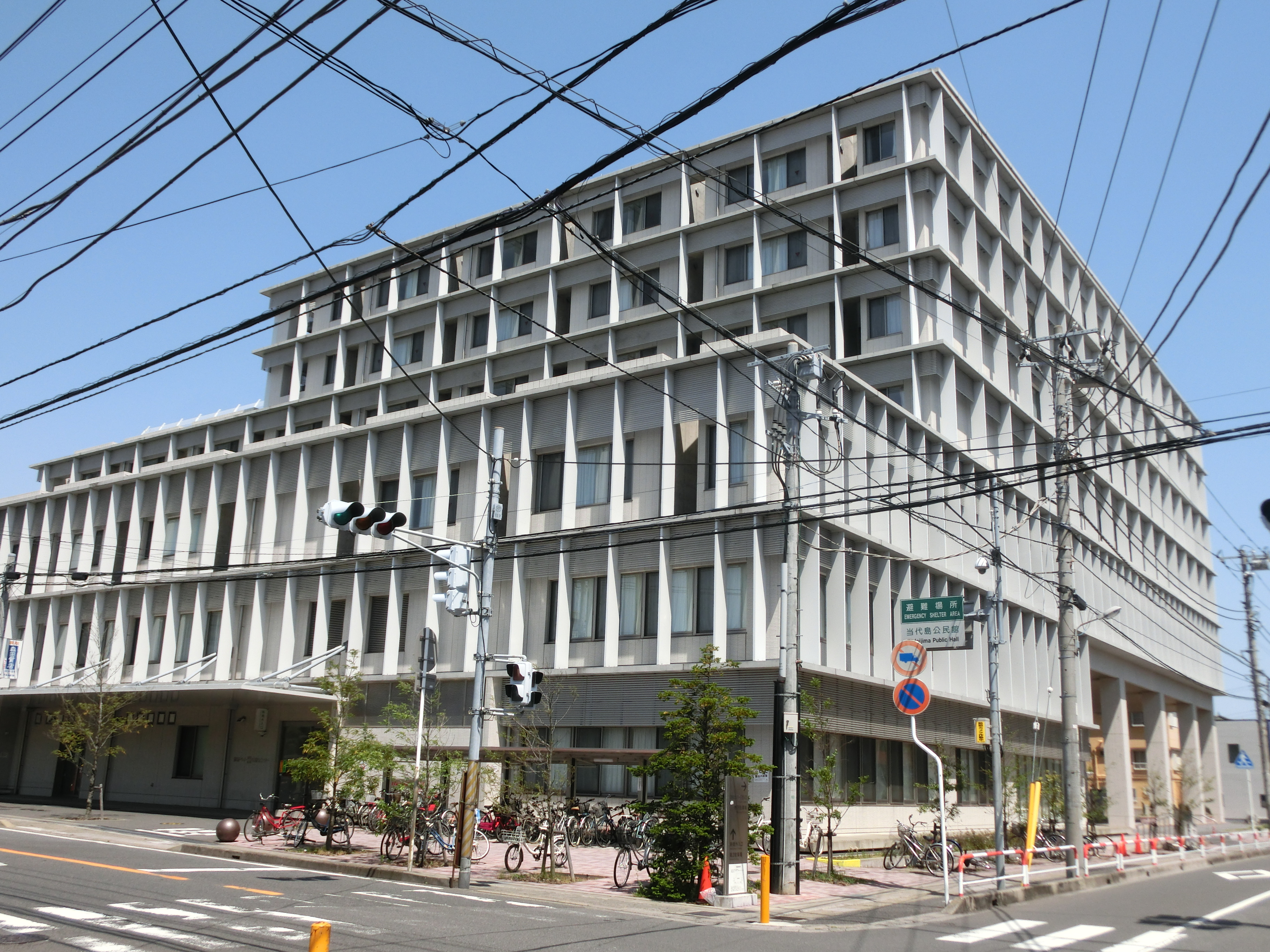
東京ベイ・浦安市川医療センター
- 浦安高柳病院
- 浦安駅前郵便局
- 市川新井郵便局
- 京葉銀行 浦安支店
- ワイズマート 浦安本店（本社）
- エコス 市川島尻店
- サミットストア 浦安駅北口店
- くすりの福太郎 浦安北栄店
- ウエルシア薬局 浦安駅前店
- ブックオフ 浦安駅北店
- 京葉ガスサービスショップ 浦安店
- ルネサンス 浦安24
- 浦安サンホテル
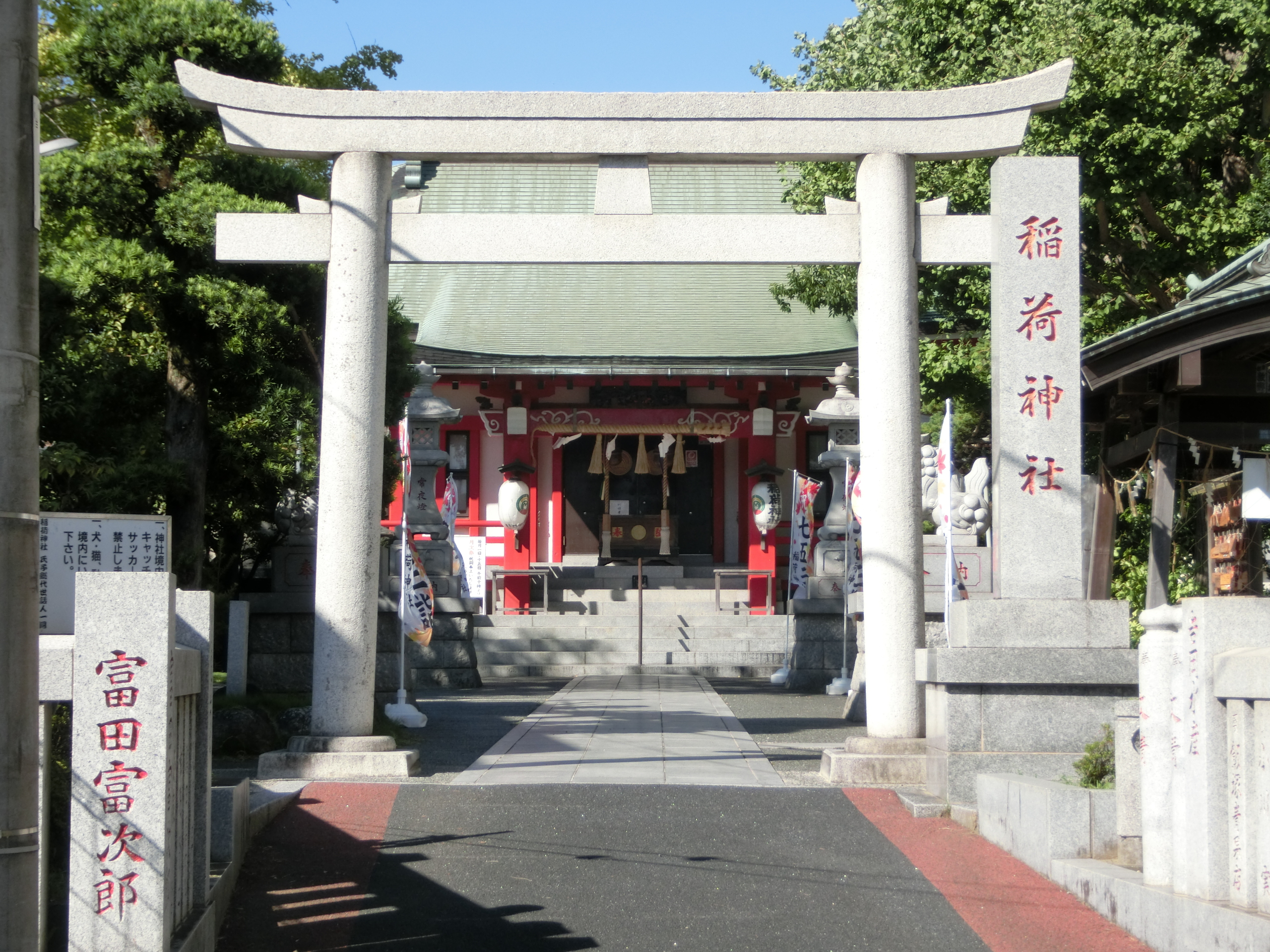
当代島稲荷神社

- 東京ベイ・浦安市川医療センター
- 当代島稲荷神社

## バス路線

南口駅前ロータリー（2004年12月）

南口の駅前ロータリーは狭いため、バス停留所は駅から離れた所にある。1系統（北栄線とおさんぽバス（医療センター線）は「浦安駅」が、それ以外は千葉県道242号浦安停車場線（やなぎ通り）の「浦安駅入口」が最寄り停留所となる。
なお、舞浜駅開業までは浦安駅入口バス停は「浦安バスターミナル」を名乗っていた。かつては浦安駅前に都営バスも乗り入れていた。
- 京成バス千葉ウエスト
  - 系統1：浦安高校・新浦安駅
  - 系統2：新浦安駅北口・順天堂病院・千鳥車庫・舞浜駅
  - 系統3：新浦安駅・明海大学・マリナイースト21・SBC東京医療大学（海風の街・夢海の街・望海の街)
  - 系統4：順天堂病院・舞浜駅・東京ディズニーランド
  - 系統5：東海大浦安高校・新浦安駅
  - 系統6：浦安市役所・東海大浦安高校・千鳥車庫・舞浜駅
  - 系統8：順天堂病院・東京ディズニーシー・舞浜駅・東京ディズニーランド
  - 系統11：新浦安駅・総合公園・新浦安温泉・日の出南
  - 系統12：順天堂病院・東京ディズニーシー・舞浜リゾートホテル・舞浜駅
  - 系統18：新浦安駅・夢海の街・潮音の街・高洲海浜公園
  - 浦安01：本八幡駅
  - 浦安02：行徳駅
- おさんぽバス（浦安市コミュニティバス）
  - 医療センター線：東京ベイ医療センター方面／浦安市役所・新浦安駅方面

## その他
- 京葉線の新浦安駅は当駅から南東へ2.8 kmの距離に位置する。同線が事故などで不通になった際には同駅の利用者も当駅に流れるため、ラッシュ時を中心に駅構内から外にかけて乗客で溢れ返ることもある。
- 浜岡賢次の漫画『浦安鉄筋家族』は浦安市が舞台であるため、当駅がたびたび登場する。
- 同じ駅名である鳥取県の浦安駅（JR西日本山陰本線）とは、「『じゃない方』の、浦安。」としてコラボレーション企画を実施している。2015年10月に琴浦町の地域おこし協力隊がポスターを作製した[22]。

## 隣の駅
東京地下鉄（東京メトロ）
 東西線
■快速
東陽町駅 (T 14) - 浦安駅 (T 18) - 西船橋駅 (T 23)
■通勤快速（中野方面のみ運転・葛西以西は当駅から各駅に停車）
葛西駅 (T 17) ← 浦安駅 (T 18) ← 西船橋駅 (T 23)
■各駅停車
葛西駅 (T 17) - 浦安駅 (T 18) - 南行徳駅 (T 19)

#### 利用状況に関する資料
東京地下鉄の1日平均利用客数
1. 1 2 3  “各駅の乗降人員ランキング”.   東京地下鉄. 2025年6月23日時点のオリジナルよりアーカイブ。2025年6月27日閲覧。
2. ↑  “各駅の乗降人員ランキング(2020年度)”.   東京地下鉄. 2023年6月27日閲覧。
3. ↑  “各駅の乗降人員ランキング(2021年度)”.   東京地下鉄. 2023年6月27日閲覧。
4. ↑  “各駅の乗降人員ランキング(2022年度)”.   東京地下鉄. 2024年6月24日閲覧。
5. ↑  “各駅の乗降人員ランキング(2023年度)”.   東京地下鉄. 2024年6月24日閲覧。

地下鉄の統計データ
1. ↑  浦安市統計書 - 浦安市
2. ↑  レポート - 関東交通広告協議会
3. ↑  千葉県統計年鑑 - 千葉県

千葉県統計年鑑
1. ↑  昭和51年
2. ↑  昭和52年
3. ↑  昭和53年
4. ↑  昭和54年
5. ↑  昭和55年
6. ↑  昭和56年
7. ↑  昭和57年
8. ↑  昭和58年
9. ↑  昭和59年
10. ↑  昭和60年
11. ↑  昭和61年
12. ↑  昭和62年
13. ↑  昭和63年
14. ↑  平成元年
15. ↑  平成2年
16. ↑  平成3年
17. ↑  平成4年
18. ↑  平成5年
19. ↑  平成6年
20. ↑  平成7年
21. ↑  平成8年
22. ↑  平成9年
23. ↑  平成10年
24. ↑  平成11年
25. ↑  平成12年
26. ↑  平成13年
27. ↑  平成14年
28. ↑  平成15年
29. ↑  平成16年
30. ↑  平成17年
31. ↑  平成18年
32. ↑  平成19年
33. ↑  平成20年
34. ↑  平成21年
35. ↑  平成22年
36. ↑  平成23年
37. ↑  平成24年
38. ↑  平成25年
39. ↑  平成26年
40. ↑  平成27年
41. ↑  平成28年
42. ↑  平成29年
43. ↑  平成30年
44. ↑  令和元年
45. ↑  令和2年
46. ↑  令和3年
47. ↑  令和4年
48. ↑  令和5年